# Dudley Pound
Sir Dudley Pound, GCB, OM, GCVO, RN, britanski admiral flote, * 29. avgust 1877, † 21. oktober 1943.
Admiral flote Pound je bil prvi morski lord od julija 1939 do septembra 1943.

## Življenjepis
Leta 1891 je kot kadet vstopil v vojno mornarico in pričel hitro napredovati; leta 1916 je tako že bil kapitan bojne ladje HMS Colossus.; z njo je med bitko pri Jutlandu potopil dve nemški križarki, odbil napad dveh rušilcev in se izognil petim torpedom.
Po vojni je leta 1922 postal direktor oddelka za načrtovanje admiralitete. V poznih 20. letih 20. stoletja je bil načelnik štaba Sredozemske fronte, nato pa je leta 1929 postal drugi morski lord in načelnik pomorskega osebja; leta 1935 se je vrnil na položaj načelnika štaba Sredozemske flote, kjer je ostal do leta 1936, ko je postal poveljnik Sredozemske flote.
31. julija 1939 je bil imenovan za prvega morskega lorda; položaj je sprejel kljub temu, da je imel možganski tumor in degeneracijo kolka. Jemal je številna zdravila, zaradi katerih je veliko sestankov prespal.
Njegov največji dosežek je bila uspešna vojna proti nemškim podmornicam na Atlantiku, pri čemer so ga najbolj kritizirali za ukaz o razpršitvi arktičnega konvoja PQ-17. Potem ko je preživel dva infarkta, se je 5. oktobra 1943 odpovedal položaju. Umrl je 21. oktobra istega leta.